# نئوپلان ترنس‌لاینر
نئوپلان ترنس‌لاینر (Neoplan Transliner) خودرویی است که در سال‌های ۱۹۹۰sتولید شده‌است.
این خودرو در کلاس خودروی تجاری قرار گرفته، طراحی آن موتور عقب بوده است.
موتور آن موتور دیزل است.

## نگارخانه

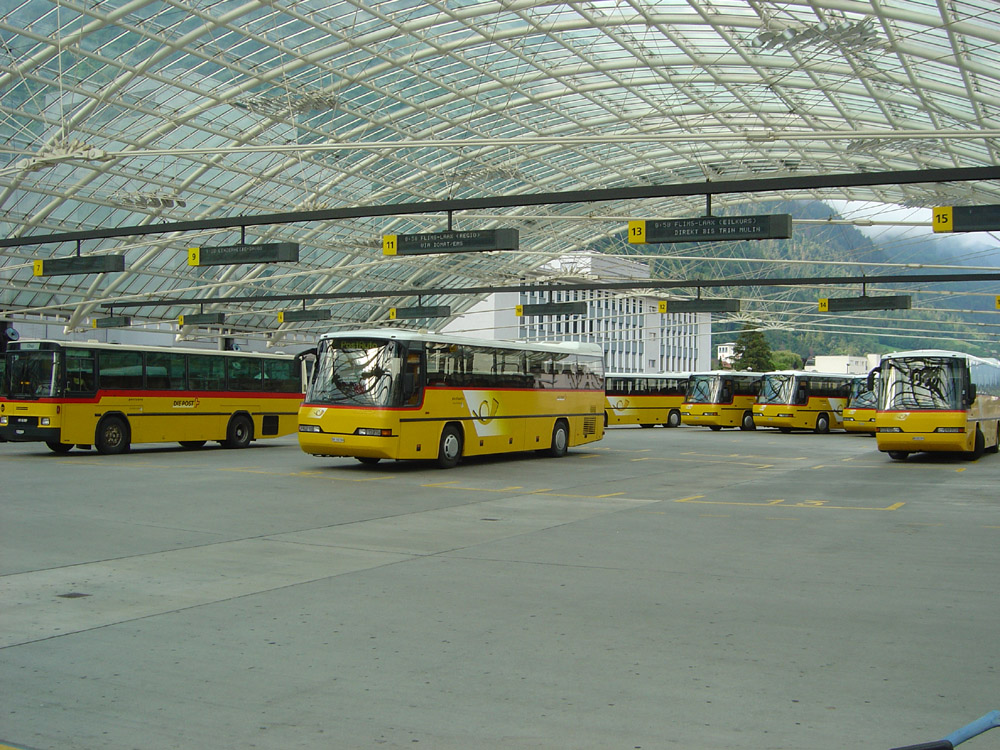
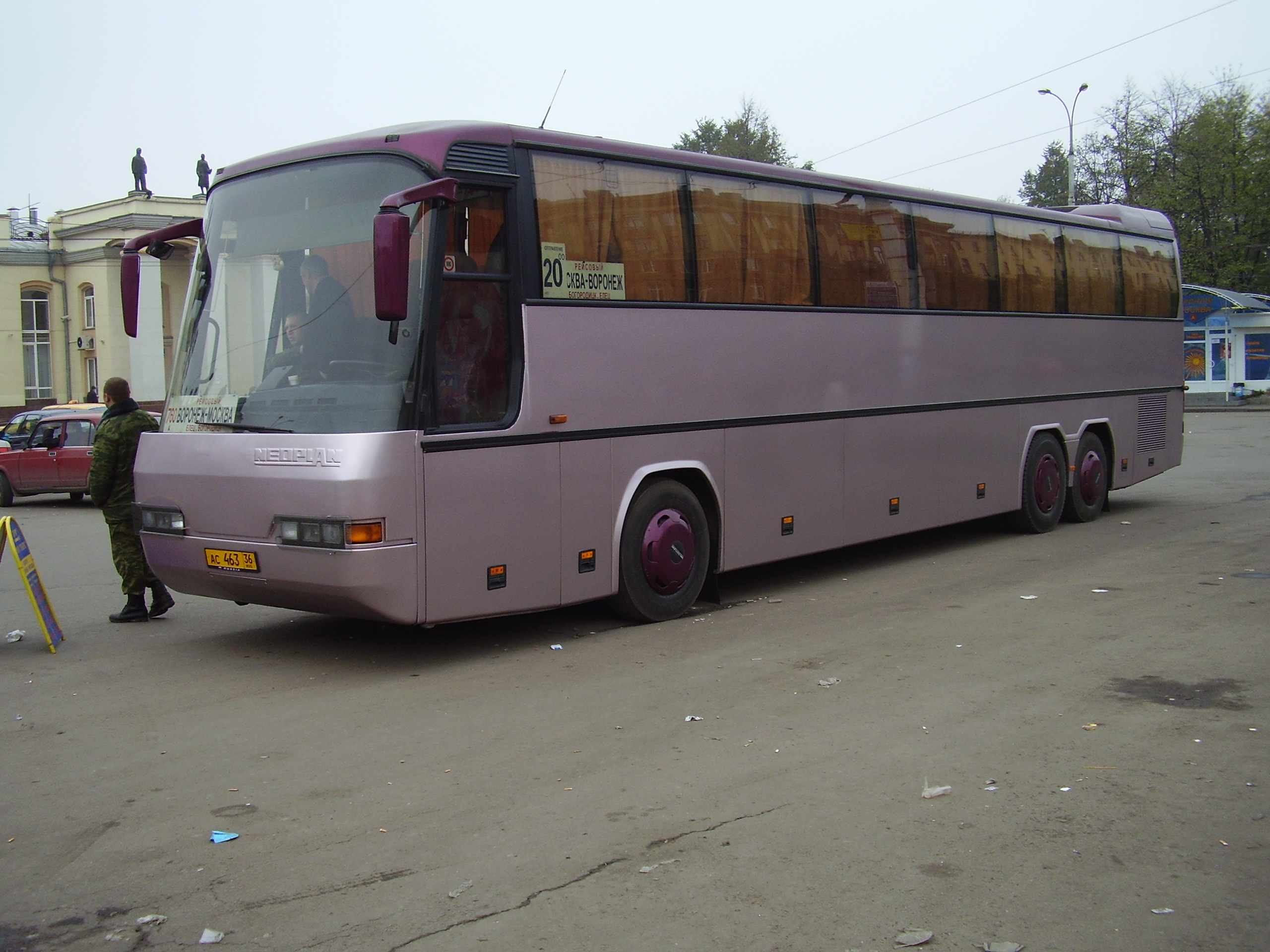
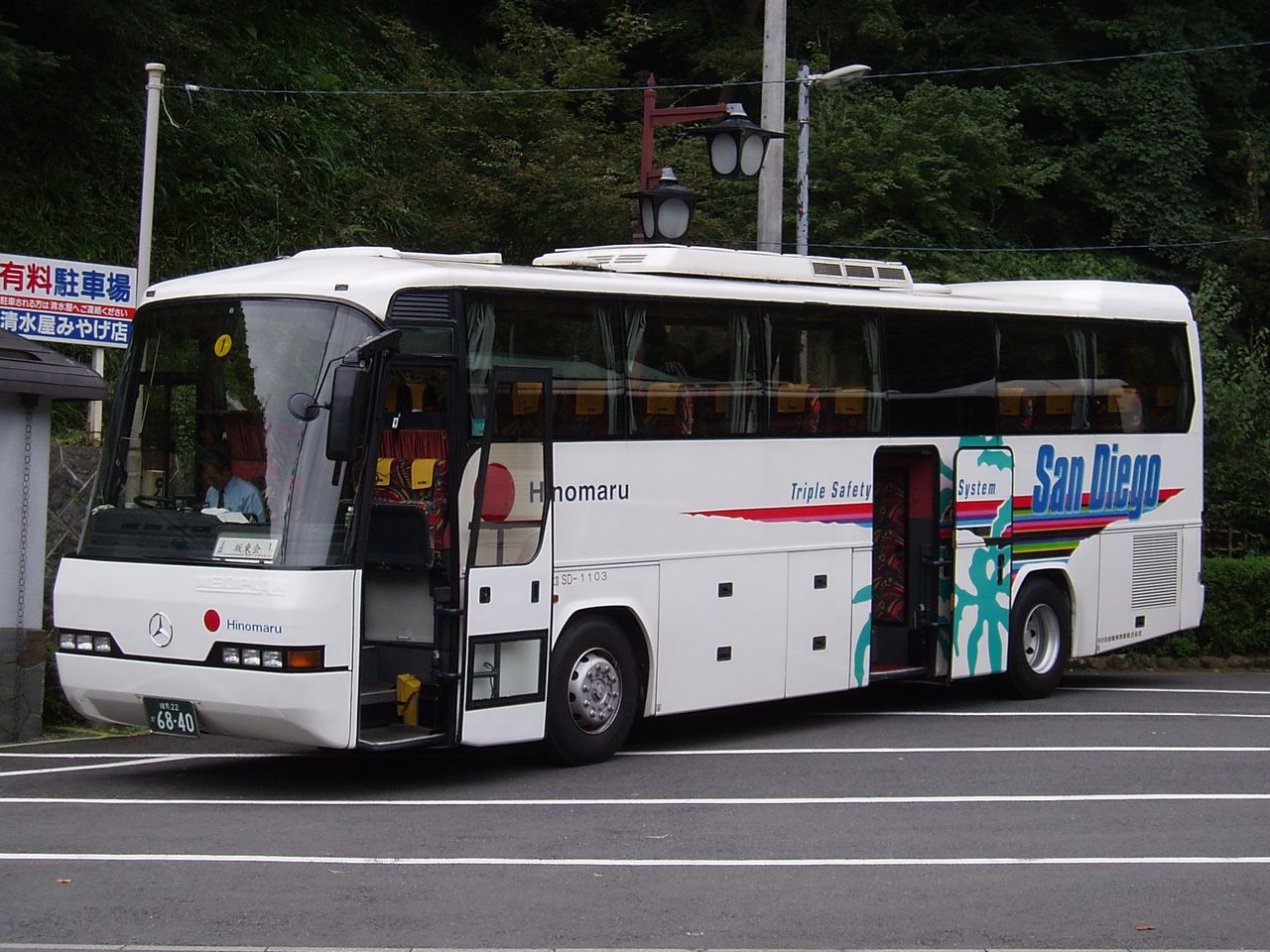